# 土坯房
土坯房是指用泥土混合杉木的木纤维，狗尾草和稻草秸秆建造的房子，这种房子在改革开放之前的中国北方农村很常见，但是改革开放极大提高了中国农村百姓的物质生活，中国北方的农民纷纷建造起钢混结构的平房和楼房。因为不少土坯房年久失修，影响村容，所以土坯房在中国大陆渐渐成为贫穷的代词。让农民拆掉土坯房，搬进新房子是一个地方政府扶贫的重要指标。土坯房冬暖夏凉，适宜居住，但是其建造技术有失传的危险。居住在土坯房内办公成为一些地方政府勤政为民和当地执政者清廉的宣传物，最有名的是卢氏县县委土坯房，但是也有许多人认为这是在作秀。

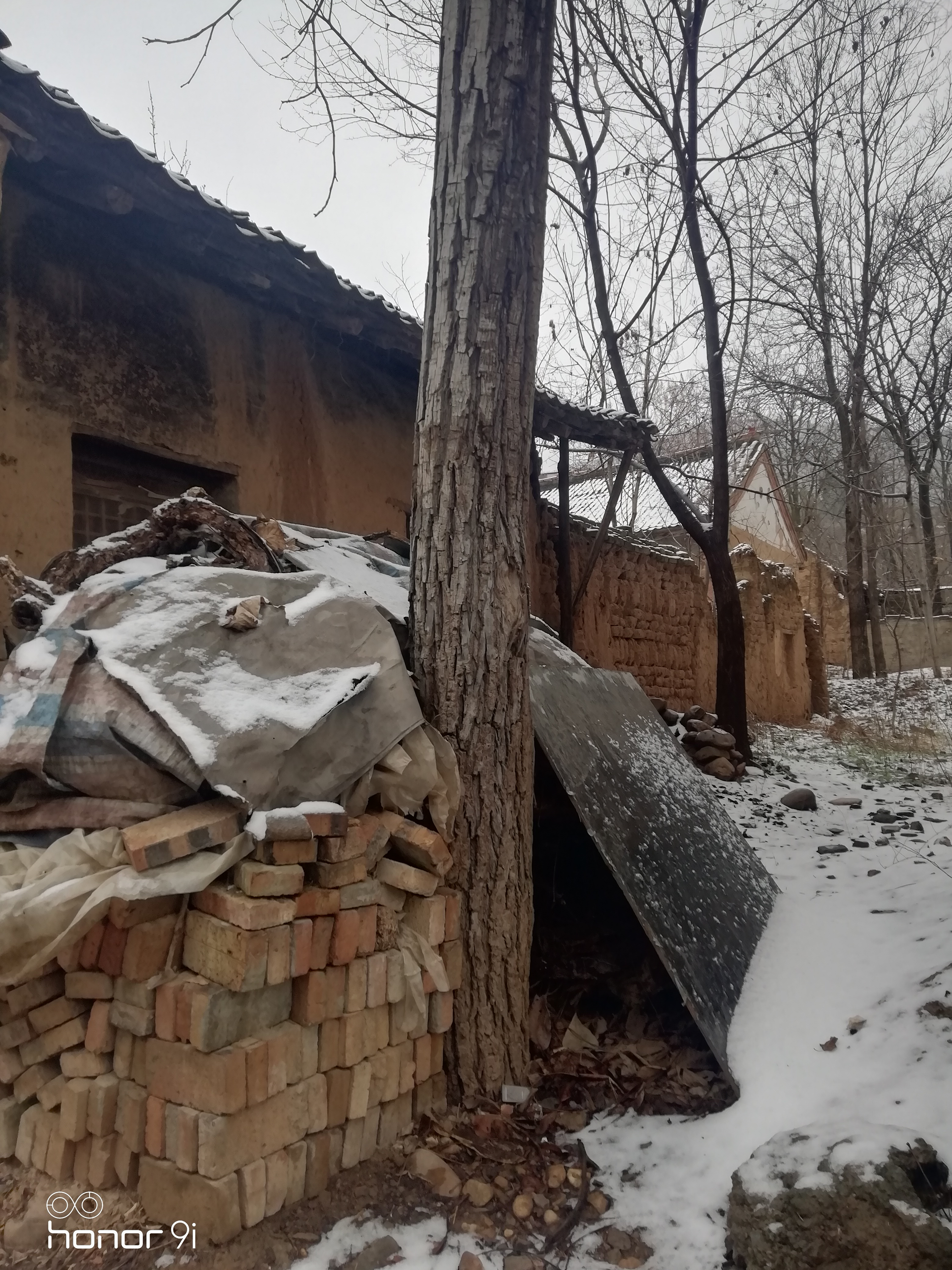
土坯房照片